# Amemar
Amemar (in ebraico אמימר‎?; fl. IV-V secolo) è stato un rabbino babilonese, della quinta e sesta generazione amoraim.
Il nonno materno si chiamava Rami bar Hama, e il suo nome è composto dalle parole Ami e dal titolo onorifico Mar.

## Biografia
Rifondò la scuola di Nehardea, che diresse per trent'anni dal 390 al 422, riportandola allo splendore che aveva perso con Settimio Odenato. Dopo essere stato giudice della corte rabbinica local, dove modificò alcuni ritualie, si trasferì a Mohuza come Beth din.
Ebbe fra i suoi maestri Rava, Rav Yosef, Rav Nachman, e, successivamente, Rav Zevid and Rav Papa, allievi di Rava e Abbaye. Furono suoi studenti i maggiori nomi della sesta generazione amoraim.  Rav Ashi e Rav. Huna b. Nathan l'esilarca.
Il Talmud lo menziona numerose volte con i colleghi Mar Zutra e Rav Ashi. I tre rappresentarono la comunità ebraica alle feste della corte di Yazdegerd I. In una di queste occasioni, il er sistemò la cintura del dignitario Huna, che non era in ordine, dicendo:
 All'udire tali parole, Amemar rispose a Huna: Su di te si è realizzata la promessa: «I re saranno i tuoi servitori»
Nel corso della sua esistenza perse un nipote e alla notizia della morte si stracciò le vesti una prima volta, ripetendo il gesto quando lo raggiunse il padre. Ricordando di essersi stracciato le vesti in posizione seduta, ripeté il gesto per una terza volta in piedi, per conformarsi alle prescrizioni dell'Halakhah.
Le fonti riferiscono dei frequenti dialoghi fra Amemar e Rav Ashi, mentre osservazioni omiletiche sono riportate dal Talmud babilonese. Amemar trasmise la propria erudizione al figlio, che lo citò a Rav Ashi.
Secondo il Talmud, Amemar morì a seguito di una discussione fra suo figlio e Rav Ashi, svoltasi in un tipico contesto alachico. Fra i suoi discendenti vi furono gaonim nelle città di Sura e Pumbedita.